# Onthophagus tuckonie
Onthophagus tuckonie là một loài bọ cánh cứng trong họ Bọ hung (Scarabaeidae).